# Wołochwa Mała
Wołochwa Mała (biał. Малая Валахва, ros. Малая Волохва) – wieś na Białorusi, w obwodzie brzeskim, w rejonie baranowickim, w sielsowiecie Małachowce.

## Geografia
Położona jest nad Myszanką (prawy dopływ Szczary), 3,5 km od centrum administracyjnego sielsowietu Małachowce (Mirny), 7 km od najbliższego miasta (Baranowicze), 188 km od centrum administracyjnego obwodu (Brześć), 139 km od Mińska.
W roku 2019 w miejscowości znajdowało się 49 gospodarstw.

## Demografia
W roku 2019 miejscowość liczyła sobie 139 mieszkańców, w tym 90 w wieku produkcyjnym.